# 岡山県道450号三浦勝北線
岡山県道450号三浦勝北線（おかやまけんどう450ごう みうらしょうぼくせん）は、岡山県津山市を通る一般県道である。

## 概要
津山市三浦と津山市日本原を結ぶ。

### 路線データ
- 起点：津山市三浦（岡山県道・鳥取県道6号津山智頭八東線交点）
- 終点：津山市日本原（日本原交差点、国道53号交点、岡山県道67号勝央勝北線終点）
- 総延長：11.8 km

## 歴史
- 1973年（昭和48年）10月2日 - 岡山県告示第898号により認定される。
- 2005年（平成17年）2月28日 - 勝田郡勝北町が津山市に編入されたことに伴い全線が津山市域のみを通る路線になり、併せて終点の地名表記が変更される（勝田郡勝北町日本原→津山市日本原）。

## 地理

### 通過する自治体
- 津山市

### 交差する道路
| 交差する道路                        | 交差する場所 | 交差する場所        |
| ----------------------------------- | ------------ | ------------------- |
| 岡山県道・鳥取県道6号津山智頭八東線 | 三浦         | 起点                |
| 国道53号 岡山県道67号勝央勝北線     | 日本原       | 日本原交差点 / 終点 |

### 交差する鉄道
- 因美線

### 沿線
- JR西日本因美線 三浦駅
- 津山市立広戸小学校
- 勝北郵便局

### 峠
- 声ヶ乢（こえがたわ、津山市奥津川 - 津山市大岩）